# Pere Querol i Vinyals
Pere Querol i Vinyals   (Barcelona, 22 d'octubre de 1897 - Barcelona, 14 de juny de 1982) fou un futbolista català de les dècades de 1910 i 1920.
Jugava de centrecampista. Defensà els colors del RCD Espanyol durant més de deu temporades i guanyà un Campionat de Catalunya la temporada 1917-18. La temporada 1923-24 només va jugar partits amistosos. Posteriorment jugà amb l'equip reserva (1924-26) i amb el tercer equip (1926-27). També jugà amb la selecció de Catalunya.

## Palmarès
- Campionat de Catalunya de futbol:
  - 1917-18